# Приречье (Гомельская область)
Приречье (бел. Прырэчча; до 1930 года — Пирочкин) — посёлок в Губичском сельсовете Буда-Кошелёвского района Гомельской области Белоруссии.
На западе и юге граничит с лесом.

## География

### Расположение
В 12 км на запад от районного центра и железнодорожной станции Буда-Кошелёвская (на линии Жлобин — Гомель), 54 км от Гомеля.

### Гидрография
На севере река Черемха (приток реки Днепр).

## Транспортная сеть
Транспортные связи по автодороге Губичи — Буда-Кошелёво. Застройка деревянная усадебного типа.

## История
Основан в начале 1920-х годов на бывших помещичьих землях переселенцами с соседних деревень. В 1925 году в Губичском сельсовете Буда-Кошелёвского района Бобруйского округа. В 1929 году жители посёлка вступили в колхоз. В 1959 году в составе колхоза имени Ф. Энгельса (центр — деревня Губичи).

## Население

### Численность
- 2004 год — 1 хозяйство, 1 житель.

### Динамика
- 1925 год — 6 дворов.
- 1959 год — 44 жителя (согласно переписи).
- 2004 год — 1 хозяйство, 1 житель.